# Estadio Benito Juárez
El Estadio Benito Juárez fue un recinto multi-usos que estaba ubicado en la ciudad de Oaxaca de Juárez, México. Tuvo una capacidad de 12 500 personas en eventos deportivos y 20 000 en conciertos y eventos masivos, se localizaba en el área denominada "El Chamizal". Fue utilizado en su mayoría para partidos de fútbol, conciertos y fue el estadio local del equipo Alebrijes de Oaxaca desde su fundación hasta el 2016, cuando se muda al Estadio Tecnológico de Oaxaca.

## Historia
El estadio fue construido en la década de 1980 como la sede del club de fútbol Chapulineros de Oaxaca durante la celebración de temporada 1992-93 Segunda División B. Así, el estadio fue ocupado después de la segunda mitad de la temporada 1987-88 y 1993-94 una vez que el equipo ascendiera a la categoría de Segunda División. Más tarde, el estadio sirvió cinco años como sede para el torneo iniciado en 1994 como La Liga A, recién lanzada a segunda división.
La inauguración oficial se produjo con un partido entre los Chapulineros en diciembre de 1987 contra los Pioneros de Cancún. 
Funcionó como sede del equipo Alebrijes de Oaxaca de 2013 a 2016, cuando se muda al Estadio Tecnológico de Oaxaca.
Fue demolido en febrero de 2016, para construir en esta área el Centro Cultural y de Convenciones de Oaxaca.